# Repülőbenzin

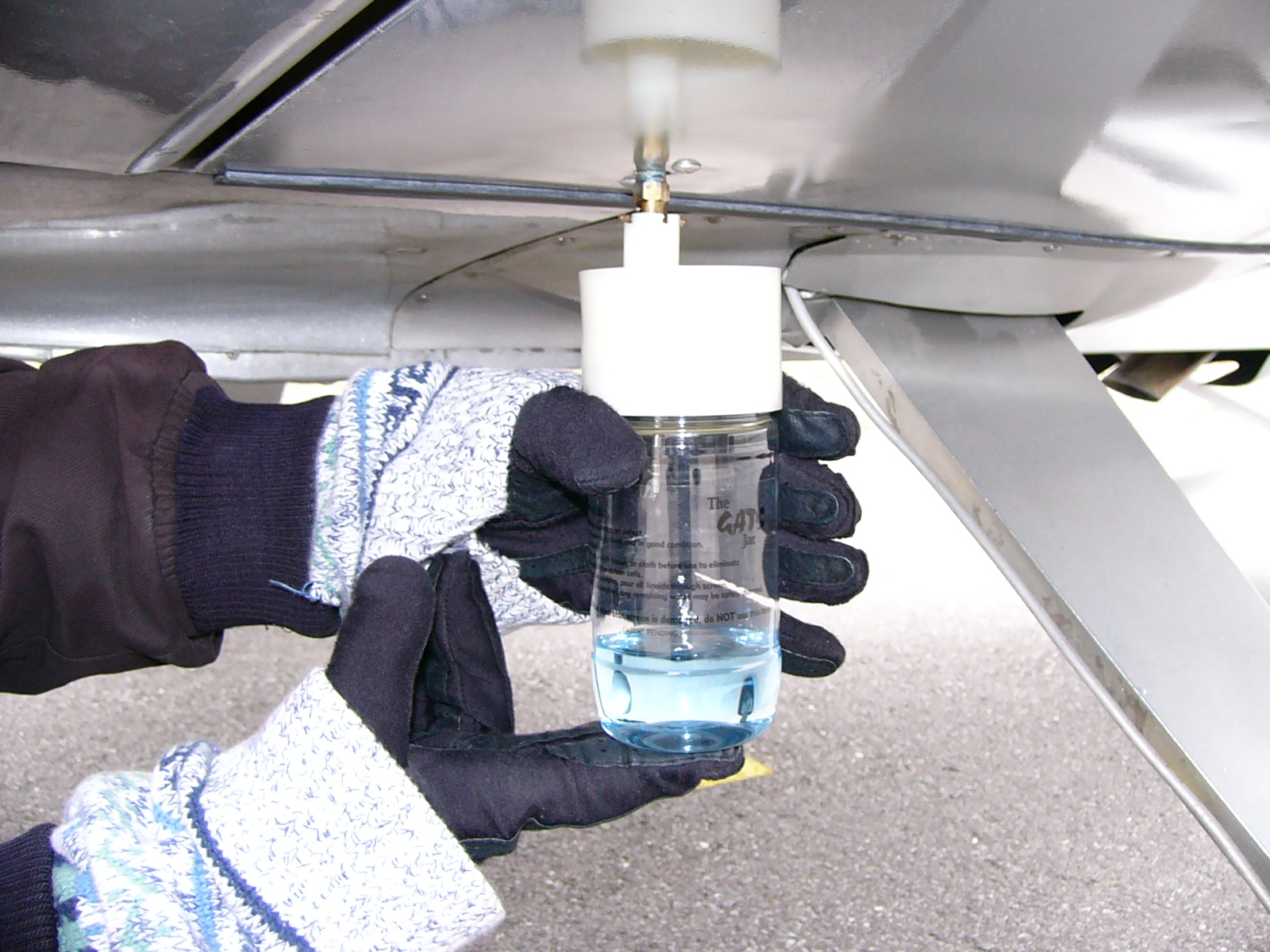
Repülőbenzin vizsgálata a gép szárnyában elhelyezett tartály legalsó pontján vett minta segítségével

A repülőbenzin az általánosan elterjedt hajtóanyag a dugattyús-motoros légcsavaros repülőgépek számára. Gyakran összetévesztik a kerozinnal, a gázturbinás repülőgépek üzemanyagával, amely meghatározás tévesen terjedt el, hiszen a kerozin a lepárlási folyamat során a benzin és a gázolaj között helyezkedik el.

## Tulajdonságai
A repülőbenzin oktánszáma 73 és 115/145 között váltakozhat (az alacsonyabb oktánszámúakat az ultrakönnyűekben használták, a magas oktánszámúakat a nagyteljesítményű csillagmotoros gépekben – pl. Constellation, DC-6). Napjainkban már csak a 100-as oktánszámú, úgynevezett AVGAS LL100 (Low Lead – alacsony ólomtartalom) üzemanyagot forgalmazzák. Az autóbenzintől gyakorlatilag csak a hozzáadott adalékokban különbözik, illetve ólmozott, ami az oktánszám pontos beállításához és a kopogásmentes jó kompressziótűréshez szükséges. Környezetvédelmi okokból ma már inkább ólomhelyettesítő adalékot használnak, de régebben ólom-tetraetilt adtak a repülőbenzinhez is. A kényszerléghűtéses repülőgépmotorok szelepeinek kenésében is szerepet játszott az ólomtartalom, de a korszerű repülőgépmotorok tervezésénél ezzel már nem számolnak. Az autóbenzinhez adott egyes adalékok (etanol, oktánszám-javítók, színezők, detergensek, diszpergensek, korróziógátlók, égésjavítók, ólomhelyettesítők stb.) esetlegesen károsíthatnák az arra fel nem készített repülőgépek üzemanyagrendszerét és motorját. A repülőgépek légiüzemeltetési utasítása minden esetben tartalmazza a használható üzemanyagok jellemzőit. Legfőképpen az alkoholtartalom és a habzás minimalizálása lényeges, mivel az alkohol (etanol) agresszívan igénybeveszi az üzemanyagrendszer gumi részeit, illetve a habzás gátolhatja a folyamatos üzemanyagellátást.

## Habzásgátló adalék
A repülőbenzin egyik fontos összetevője a habzásgátló adalék, amely megakadályozza, hogy a kisgépek maximális 4000 méteres szolgálati magasságáig buborékok képződjenek az üzemanyagban a magassággal együtt csökkenő külső légköri nyomás következtében. A nem nyomáskabinos, nem gázturbinás kisrepülőgépek számára ez a szolgálati magasság egyformán korlátozás a pilóta és a belső égésű benzines motor számára is, a magassággal egyre fogyó oxigéntartalom miatt. A belső égésű motorokban használt benzinek forráspontjának növelésére alkalmazott eljáráskor a lehető legtöbb ként kivonják a benzinpárlatból, majd hidrogénezéssel telítik. A kéntartalom az autók esetében a katalizátor élettartamát csökkenti drasztikusan, illetve környezetvédelmi szempontból is nagyon káros.

## Biztonság
A repülőbenzin előállításakor, a fragmentálási eljárás során törekednek a magasfokú tisztaságra és üledékmentességre, ami szintén nagyon fontos a repülőgépmotorok zavarmentes működéséhez. Általánosan elterjedt gyakorlat azonban, hogy a benzinüzemű repülőgépeket szarvasbőrös tölcséren keresztül tankolják, mert a szarvasbőr tulajdonsága, hogy a benzint tökéletesen átengedi, ám a vizet és az apró szennyeződéseket teljesen visszatartja.
A repülések előtt az általános ellenőrzési eljárások része a gépen kialakított ellenőrzőpontokon vett üzemanyagminta vizsgálata. A víz nagyobb sűrűsége miatt mindenkor a benzin alatt helyezkedik el, így a tartályok, illetve az üzemanyagrendszerek alsó pontjain elhelyezett szelepeken a víz jelenléte észlelhető és biztonságosan leereszthető.

## Megkülönböztetése
A legegyszerűbb vizsgálati módszer szerint eldönthető egy adott benzinről, hogy repülőbenzin-e, ehhez elég csak egy pár csepp belőle egy sima sötét felületre. A repülőbenzin gyors elpárolgása után halvány fehéres kiválást hagy maga után, utalva a habzásgátlóra és az ólomtartalomra. A feltűnő kék színe miatt azonban Magyarországon jól eltér a kereskedelmi forgalomban kapható más üzemanyagoktól. Az ára általában 90%-kal magasabb, mint az aktuális autóbenziné.

## Fordítás
- Ez a szócikk részben vagy egészben  az   Avgas című angol Wikipédia-szócikk fordításán alapul.  Az eredeti cikk szerkesztőit annak laptörténete sorolja fel. Ez a jelzés csupán a megfogalmazás eredetét és a szerzői jogokat jelzi, nem szolgál a cikkben szereplő információk forrásmegjelöléseként.